# Districte de Maúa
El districte de Maúa és un districte de Moçambic, situat a la província de Niassa. Té una superfície de 9.957 kilòmetres quadrats. En 2007 comptava amb una població de 49.397 habitants. Limita al nord amb els districtes de Marrupa i Majune, a l'oest amb el districte de Mandimba, al sud amb el districte de Metarica, i a l'est amb els districtes de Nipepe i Malema de la província de Nampula.

## Divisió administrativa
El districte està dividit en dos postos administrativos (Maiaca i Maúa), compostos per les següents localitats:
- Posto Administrativo de Maiaca:
  - Maiaca
- Posto Administrativo de Maúa:
  - Maúa
  - Muapula e
  - Mugoma